# Rodenburg (Sneek)
Rodenburg was een stins in de binnenstad van Sneek. Rienck Bockema, grootgrondbezitter en baljuw van Olde Waghenbrugge, was naar alle waarschijnlijkheid de hoofdbewoner van deze stins.
Het gebouw was gelegen op de hoek van de Nauwe en Wijde Burgstraat, die hun straatnamen ontlenen aan de aanwezigheid van deze stins. Ook Agge Harinxma, schoonzoon van Bockema, woonde hier.
De stins was gebouwd met rode kloostermoppen, maar over het verdere uiterlijk ervan is niets bekend. Ook over de bouwdatum van Rodenburg is niets bekend, maar wel duidelijk is dat Bockema er vanaf 1377 verbleef. De perioden waarop de stins bewoond was door Bockema zijn 1377-1385, 1387-1390 en 1391-1399. Uit de grafelijke administratie, Bockema was trouw bondgenoot van de Graven van Holland, is verder duidelijk geworden dat Rodenburg een zogenaamd grafelijk steunpunt was.
Nadat Bockema en de andere Hollands gezinde edelen van Sneek in 1399 de stad moesten ontvluchten werd in Rodenburg door de burgers van Sneek in 1400 afgebroken. Mogelijk is dit gebeurd om te voorkomen dat Bockema zou terugkeren om zijn heerlijkheidrecht terug op te eisen.